# Singapurische Badmintonmeisterschaft 2006/07
Die Singapurische Badmintonmeisterschaft 2006/07 fand vom 11. bis zum 16. Dezember 2006 statt. 

## Medaillengewinner
| Disziplin    | Gold                                 | Silber                          | Bronze                                 |
| ------------ | ------------------------------------ | ------------------------------- | -------------------------------------- |
| Herreneinzel | Derek Wong Zi Liang                  | Kuo Wen Wayne                   | Zong Ren Ng                            |
| Herreneinzel | Derek Wong Zi Liang                  | Kuo Wen Wayne                   | Chew Swee Hau                          |
| Dameneinzel  | Jill Vanessa Poo                     | Li Li                           | Thng Ting Ting                         |
| Dameneinzel  | Jill Vanessa Poo                     | Li Li                           | Karen Yuen Ka Ying                     |
| Herrendoppel | Chua Yong Joo Derek Wong Zi Liang    | Khoo Kian Teck Koh Yan Sen      | Kuo Wen Wayne Kenny Quek Chuon Loong   |
| Herrendoppel | Chua Yong Joo Derek Wong Zi Liang    | Khoo Kian Teck Koh Yan Sen      | Gerald Ho Hee Teck Desmond Tan         |
| Damendoppel  | Colleen Goh Li En Karen Yuen Ka Ying | Jill Vanessa Poo Macey Tan      | Mok Jing Qiong Thng Ting Ting          |
| Damendoppel  | Colleen Goh Li En Karen Yuen Ka Ying | Jill Vanessa Poo Macey Tan      | Jui Shan Yong Shu Juan Tan             |
| Mixed        | Derek Wong Zi Liang Lim Tien Juan    | Ashton Chen Yong Zhao Macey Tan | Terry Yeo Zhao Jiang Colleen Goh Li En |
| Mixed        | Derek Wong Zi Liang Lim Tien Juan    | Ashton Chen Yong Zhao Macey Tan | Kuo Wen Wayne Thng Ting Ting           |